# Van Halen 1978 World Tour
La tournée mondiale de 1978 était la première tournée mondiale du groupe de hard rock Van Halen. Cette tournée, qui faisait suite à leur premier album (Van Halen), a couvert principalement l'Amérique du Nord avec 124 concerts aux États-Unis et deux concerts au Canada auxquels s'ajoutent 39 concerts en Europe et neuf concerts au Japon. Avec 174 représentations au total sur une période de 10 mois, la tournée a été l'une des plus grandes du groupe. Tout au long de la tournée, Van Halen a été à l'affiche aux côtés de groupes tels que Black Sabbath et Journey. Cependant, Van Halen a été en tête d'affiche des concerts en Europe et au Japon.

## Les coulisses

### Première étape nord-américaine
Van Halen a commencé sa tournée au côté de Montrose et Journey. Herbie Herbert, le manager de Journey à l'époque, se souvient avoir amené le guitariste Neal Schon de Journey avec lui pour aller voir le groupe à New York devant une salle bondée à guichets fermés de 3500 personnes.

### Première partie de Black Sabbath
« Nous avons fait 23 concerts en 25 jours », a rappelé Eddie Van Halen à propos de la partie européenne. « Je ne savais pas qu'ils avaient autant d'endroits pour jouer ! Mais rencontrer Tony Iommi que j'admirais tellement était vraiment incroyable ». David Lee Roth a résumé l'expérience comme « une vraie balle dans le cul ». La date du Liverpool Empire Theatre a été suivie par les futurs membres d'Apollo 440 - qui, en 1997, a publié une adaptation de Ain't Talkin' 'bout Love de Van Halen : Ain't Talkin' 'bout Dub.
« Nous avons passé un très bon moment avec les gars de Sabbath… » a rappelé Alex Van Halen. « C'était vraiment spécial parce qu'Ed et moi étions de grands fans du groupe. Chaque fois qu'ils venaient à Los Angeles, j'étais là-bas dans le public, me battant pour arriver à l'avant afin de pouvoir détruire mes tympans. Mais j'ai beaucoup appris d'eux sur la participation du public… Une fois, nous étions près de Leicester, environ une demi-heure avant le spectacle, et Ozzy et Bill Ward étaient là-bas sur la pelouse avec des fans, en train de prendre une bière. Je me suis dit : "Putain, rien de cette merde de type star". J'ai été vraiment impressionné ».
« Ozzy avait l'habitude de raconter une histoire drôle… » se souvient Don Airey, ancien acolyte d'Osbourne. « Sabbath avait fait une tournée pendant un an [sic] avec Kiss … et ça l'a presque tué parce que Kiss avait été si bon. Et il a dit : "Nous ne le ferons plus jamais. Pour la prochaine tournée, nous voulons juste un groupe de bar de LA. C'est tout ce que nous voulons". Et puis il est arrivé au premier concert. Ozzy a déclaré qu'ils étaient entrés alors que Eruption était en train d'être joué. Ozzy a déclaré : "Nous venions d'entrer dans le vestiaire. Nous nous sommes assis là-bas, c'était incroyable… et puis ça s'est terminé, et nous étions trop stupéfaits pour parler. Puis on a frappé à la porte et l'homme le plus beau du monde est entré et a dit : « Bonjour » - vous savez, David Lee Roth. Je pense qu'ils n'ont duré qu'environ deux mois sur cette tournée. Puis leur album est devenu populaire… Je suis allé les voir au Rainbow quand ils ont ouvert pour Sabbath. Au moment où ils ont joué à nouveau au Rainbow un mois plus tard, ils étaient en tête d'affiche. Incroyable !" ».
À propos de la partie nord-américaine de la tournée, Ozzy Osbourne a déclaré : « Van Halen est si bon qu'il devrait être en tête d'affiche de la tournée ».

## Interprètes
- Eddie Van Halen - guitare et chœurs
- David Lee Roth - chant et guitare acoustique
- Michael Anthony - basse et chœurs
- Alex Van Halen - batterie

## Titres joués
| 1. On Fire 2. I'm the One 3. Solo de basse de Michael Anthony 4. Runnin' with the Devil 5. Atomic Punk 6. Solo de batterie d'Alex Van Halen 7. Jamie's Cryin' 8. Little Dreamer 9. Last Night 10. Down in Flames 11. Feel Your Love Tonight 12. Ain't Talkin' 'Bout Love 13. Voodoo Queen 14. Ice Cream Man (reprise de John Brim) 15. Somebody Get Me a Doctor 16. Solo de guitare de Eddie Van Halen avec Eruption 17. You Really Got Me (reprise des Kinks) 1. Dead or Alive 2. Bottoms Up! 3. Summertime Blues (reprise d'Eddie Cochran) | 1. On Fire 2. I'm the One 3. Solo de basse de Michael Anthony 4. Runnin' with the Devil 5. Atomic Punk 6. Solo de batterie d'Alex Van Halen 7. Jamie's Cryin' 8. Little Dreamer 9. Feel Your Love Tonight 10. Ain't Talkin' 'Bout Love 11. Ice Cream Man (reprise de John Brim) 12. Solo de guitare de Eddie Van Halen avec Eruption 13. You Really Got Me (reprise des Kinks) 1. Dead or Alive 2. Bottoms Up! |

## Dates de tournée
| Date,              | Ville            | Pays             | Lieu                                                        | Première partie de                     |
| Amérique du Nord   | Amérique du Nord | Amérique du Nord | Amérique du Nord                                            | Amérique du Nord                       |
| ------------------ | ---------------- | ---------------- | ----------------------------------------------------------- | -------------------------------------- |
| 3 mars 1978        | Chicago          | Etats-Unis       | Aragon Ballroom (Live premiere)                             | Journey Montrose                       |
| 4 mars 1978        | Springfield      | Etats-Unis       | Nelson Center                                               | Journey Montrose                       |
| 5 mars 1978        | Indianapolis     | Etats-Unis       | Indiana Convention Center                                   | Journey Montrose                       |
| 7 mars 1978        | Madison          | Etats-Unis       | Shuffle Inn                                                 | Journey Montrose                       |
| 9 mars 1978        | Milwaukee        | Etats-Unis       | Riverside Theater                                           | Journey Montrose                       |
| 10 mars 1978       | Detroit          | Etats-Unis       | Masonic Temple Theater                                      | Journey Montrose                       |
| 11 mars 1978       | Trotwood         | Etats-Unis       | Hara Arena                                                  | Journey Montrose                       |
| 12 mars 1978       | Homestead        | Etats-Unis       | Leona Theater,                                              | Journey Montrose                       |
| 14 mars 1978       | Toronto          | Canada           | Massey Hall                                                 | Journey Montrose                       |
| 15 mars 1978       | Cleveland        | Etats-Unis       | Cleveland Music Hall                                        | Journey Montrose                       |
| 16 mars 1978       | Columbus         | Etats-Unis       | Columbus Veterans Memorial Auditorium                       | Journey Montrose                       |
| 17 mars 1978       | Louisville       | Etats-Unis       | Louisville Gardens                                          | Journey Montrose                       |
| 18 mars 1978       | Evansville       | Etats-Unis       | Evansville Coliseum                                         | Journey Montrose                       |
| 19 mars 1978       | South Bend       | Etats-Unis       | Morris Civic Auditorium                                     | Journey Montrose                       |
| 20 mars 1978       | Schaumburg       | Etats-Unis       | B'Ginnings                                                  | Journey Montrose                       |
| 21 mars 1978       | Utica            | Etats-Unis       | Utica Memorial Auditorium                                   | Journey Montrose                       |
| 22 mars 1978       | Albany           | Etats-Unis       | Palace Theatre                                              | Journey Montrose                       |
| 23 mars 1978       | Buffalo          | Etats-Unis       | New Century Theatre                                         | Journey Montrose                       |
| 24 mars 1978       | Upper Darby      | Etats-Unis       | Tower Theater ,                                             | Journey Montrose                       |
| 25 mars 1978       | New York City    | Etats-Unis       | Palladium ,                                                 | Journey Montrose                       |
| 26 mars 1978       | Hempstead        | Etats-Unis       | Calderone Concert Hall                                      | Journey Montrose                       |
| 27 mars 1978       | Boston           | Etats-Unis       | Paradise Theater                                            | Journey Montrose                       |
| 29 mars 1978       | Duluth           | Etats-Unis       | Duluth Auditorium                                           | Journey Montrose                       |
| 30 mars 1978       | Saint Paul       | Etats-Unis       | St. Paul Civic Center Theater                               | Journey Montrose                       |
| 31 mars 1978       | Kansas City      | Etats-Unis       | Memorial Hall                                               | Journey Montrose                       |
| 1er avril 1978     | St. Louis        | Etats-Unis       | Kiel Opera House                                            | Journey Montrose                       |
| 2 avril 1978       | Omaha            | Etats-Unis       | Omaha Music Hall                                            | Journey Montrose                       |
| 3 avril 1978       | Wichita          | Etats-Unis       | Pogo's                                                      | Journey Montrose                       |
| 4 avril 1978       | Tulsa            | Etats-Unis       | Cain's Ballroom                                             | Journey Montrose                       |
| 5 avril 1978       | Indianapolis     | Etats-Unis       | Murat Temple Theater                                        | Journey Montrose                       |
| 6 avril 1978       | Flint            | Etats-Unis       | IMA Auditorium                                              | Journey Montrose                       |
| 7 avril 1978       | Nashville        | Etats-Unis       | War Memorial Auditorium                                     | Journey Montrose                       |
| 8 avril 1978       | Murray           | Etats-Unis       | MSU Field House                                             | Journey Montrose                       |
| 9 avril 1978       | Birmingham       | Etats-Unis       | Boutwell Memorial Auditorium                                | Journey Montrose                       |
| 11 avril 1978      | Corpus Christi   | Etats-Unis       | Corpus Christi Memorial Coliseum                            | Journey Montrose                       |
| 12 avril 1978      | Austin           | Etats-Unis       | Austin Municipal Auditorium                                 | Journey Montrose                       |
| 13 avril 1978      | Shreveport       | Etats-Unis       | Shreveport Memorial Auditorium                              | Journey Montrose                       |
| 14 avril 1978      | Fort Worth       | Etats-Unis       | Will Rogers Memorial Auditorium                             | Journey Montrose                       |
| 15 avril 1978      | Houston          | Etats-Unis       | Houston Music Hall                                          | Journey Montrose                       |
| 16 avril 1978      | New Orleans      | Etats-Unis       | The Warehouse                                               | Journey Montrose                       |
| 18 avril 1978      | Memphis          | Etats-Unis       | Ellis Memorial Auditorium                                   | Journey Montrose                       |
| 20 avril 1978      | Tallahassee      | Etats-Unis       | Ruby Diamond Auditorium                                     | Journey Montrose                       |
| 21 avril 1978      | Pembroke Pines   | Etats-Unis       | Hollywood Sportatorium                                      | Journey Montrose                       |
| 22 avril 1978      | Tampa            | Etats-Unis       | Curtis Hixon Hall                                           | Journey Montrose                       |
| 23 avril 1978      | Atlanta          | Etats-Unis       | Fox Theatre                                                 | Journey Montrose                       |
| 25 avril 1978      | Virginia Beach   | Etats-Unis       | Rogues' Gallery                                             | NC                                     |
| 26 avril 1978      | Virginia Beach   | Etats-Unis       | Rogues' Gallery                                             | NC                                     |
| 27 avril 1978      | Norfolk          | Etats-Unis       | The Scope                                                   | NC                                     |
| 28 avril 1978      | New York City    | Etats-Unis       | Palladium                                                   | NC                                     |
| Europe             |                  |                  |                                                             |                                        |
| 4 mai 1978         | Poperinge        | Belgique         | Zaal Maeckeblijde                                           | NC                                     |
| 5 mai 1978         | Delft            | Pays-Bas         | De Stads Doelen                                             | NC                                     |
| 6 mai 1978         | Amsterdam        | Pays-Bas         | Paradiso                                                    | NC                                     |
| 8 mai 1978         | Hamburg          | Allemagne        | Markthalle Hamburg                                          | NC                                     |
| 9 mai 1978         | Hamburg          | Allemagne        | Markthalle Hamburg                                          | NC                                     |
| 10 mai 1978        | Hamburg          | Allemagne        | Markthalle Hamburg                                          | NC                                     |
| 12 mai 1978        | Paris            | France           | Théâtre Mogador ,                                           | NC                                     |
| 16 mai 1978        | Sheffield        | Angleterre       | Sheffield City Hall                                         | Black Sabbath                          |
| 17 mai 1978        | Southport        | Angleterre       | Southport Theatre                                           | Black Sabbath                          |
| 18 mai 1978        | Glasgow          | Ecosse           | Glasgow Apollo                                              | Black Sabbath                          |
| 19 mai 1978        | Aberdeen         | Ecosse           | Capitol Theatre                                             | Black Sabbath                          |
| 21 mai 1978        | Newcastle        | Angleterre       | Newcastle City Hall                                         | Black Sabbath                          |
| 22 mai 1978        | Manchester       | Angleterre       | Manchester Apollo ,                                         | Black Sabbath                          |
| 23 mai 1978        | Stoke            | Angleterre       | Victoria Hall                                               | Black Sabbath                          |
| 25 mai 1978        | Portsmouth       | Angleterre       | Portsmouth Guildhall                                        | Black Sabbath                          |
| 26 mai 1978        | Bristol          | Angleterre       | Colston Hall                                                | Black Sabbath                          |
| 27 mai 1978        | Londres          | Angleterre       | Lewisham Odeon                                              | Black Sabbath                          |
| 28 mai 1978        | Ipswich          | Angleterre       | Ipswich Gaumont Theatre ,                                   | Black Sabbath                          |
| 30 mai 1978        | Coventry         | Angleterre       | Coventry Theatre                                            | Black Sabbath                          |
| 31 mai 1978        | Leicester        | Angleterre       | De Montfort Hall                                            | Black Sabbath                          |
| 1er juin 1978      | Londres          | Angleterre       | Hammersmith Odeon ,                                         | Black Sabbath                          |
| 2 juin 1978        | Oxford           | Angleterre       | Apollo Theatre Oxford                                       | Black Sabbath                          |
| 3 juin 1978        | Southampton      | Angleterre       | Southampton Gaumont Theatre                                 | Black Sabbath                          |
| 5 juin 1978        | Birmingham       | Angleterre       | Birmingham Odeon                                            | Black Sabbath                          |
| 6 juin 1978        | Birmingham       | Angleterre       | Birmingham Odeon                                            | Black Sabbath                          |
| 7 juin 1978        | Bradford         | Angleterre       | St George's Hall                                            | Black Sabbath                          |
| 8 juin 1978        | Preston          | Angleterre       | Preston Guild Hall                                          | Black Sabbath                          |
| 10 juin 1978       | Londres          | Angleterre       | Hammersmith Odeon                                           | Black Sabbath                          |
| 11 juin 1978       | Londres          | Angleterre       | Hammersmith Odeon                                           | Black Sabbath                          |
| Asie               |                  |                  |                                                             |                                        |
| 17 juin 1978       | Tokyo            | Japon            | Tokyo Cultural Hall ,                                       | NC                                     |
| 19 juin 1978       | Tokyo            | Japon            | Tokyo Cultural Hall ,                                       | NC                                     |
| 21 juin 1978       | Tokyo            | Japon            | Nakano Sun Plaza Hall ,                                     | NC                                     |
| 22 juin 1978       | Tokyo            | Japon            | Nakano Sun Plaza Hall ,                                     | NC                                     |
| 24 juin 1978       | Nagoya           | Japon            | Nagoya Civic Assembly Hall ,                                | NC                                     |
| 25 juin 1978       | Osaka            | Japon            | Festival Hall                                               | NC                                     |
| 27 juin 1978       | Osaka            | Japon            | Osaka Cultural Hall ,                                       | NC                                     |
| Amérique du Nord   |                  |                  |                                                             |                                        |
| 1er juillet 1978   | Dallas           | Etats-Unis       | Cotton Bowl (Texxas Jam)                                    | NC                                     |
| 2 juillet 1978     | San Antonio      | Etats-Unis       | San Antonio Municipal Auditorium                            | NC                                     |
| 3 juillet 1978     | Austin           | Etats-Unis       | Armadillo World Headquarters                                | NC                                     |
| 6 juillet 1978     | Phoenix          | Etats-Unis       | Celebrity Theatre                                           | NC                                     |
| 7 juillet 1978     | Phoenix          | Etats-Unis       | Celebrity Theatre                                           | NC                                     |
| 8 juillet 1978     | San Diego        | Etats-Unis       | San Diego Sports Arena                                      | NC                                     |
| 9 juillet 1978     | Long Beach       | Etats-Unis       | Long Beach Arena ,                                          | Frank Carillo                          |
| 13 juillet 1978    | New Orleans      | Etats-Unis       | The Superdome                                               | The Rolling Stones The Doobie Brothers |
| 15 juillet 1978    | Kansas City      | Etats-Unis       | Royals Stadium (Summer Jam)                                 | Kansas Steve Miller Band Eddie Money   |
| 16 juillet 1978    | Davenport        | Etats-Unis       | Credit Island Park (Mississippi River Jam) ,                | NC                                     |
| 17 juillet 1978    | La Crosse        | Etats-Unis       | Mary E. Sawyer Auditorium                                   | NC                                     |
| 18 juillet 1978    | Seymour          | Etats-Unis       | Seymour Speedway                                            | NC                                     |
| 10 juillet 1978    | Tulsa            | Etats-Unis       | Tulsa Assembly Center                                       | NC                                     |
| 21 juillet 1978    | Jackson          | Etats-Unis       | Carl Perkins Civic Auditorium                               | NC                                     |
| 23 juillet 1978    | Oakland          | Etats-Unis       | Oakland Coliseum (Day on the Green 1978 #3) ,               | NC                                     |
| 24 juillet 1978    | Redding          | Etats-Unis       | Redding Civic Center                                        | NC                                     |
| 25 juillet 1978    | Reno             | Etats-Unis       | Washoe County Fairgrounds                                   | NC                                     |
| 31 juillet 1978    | Alexandria       | Etats-Unis       | Rapides Parish Coliseum                                     | NC                                     |
| 2 août 1978        | Wichita Falls    | Etats-Unis       | Wichita Falls Memorial Auditorium                           | NC                                     |
| 3 août 1978        | Lubbock          | Etats-Unis       | Lubbock Municipal Auditorium                                | NC                                     |
| 4 août 1978        | Amarillo         | Etats-Unis       | Hollywood Bowl (West Texas Jam 1978),                       | NC                                     |
| 5 août 1978        | Great Bend       | Etats-Unis       | SRCA Raceway (Summer Jam)                                   | NC                                     |
| 6 août 1978        | Oklahoma City    | Etats-Unis       | Oklahoma State Fairgrounds Grandstand (Oklahoma Jam 1978) , | NC                                     |
| 7 août 1978        | Wichita          | Etats-Unis       | Pogo's                                                      | NC                                     |
| 9 août 1978        | Peoria           | Etats-Unis       | Second Chance                                               | NC                                     |
| 10 août 1978       | Salem            | Etats-Unis       | Hooker Lake Inn                                             | NC                                     |
| 12 août 1978       | Landover         | Etats-Unis       | Capital Centre                                              | Ted Nugent,                            |
| 13 août 1978       | Binghamton       | Etats-Unis       | Broome County Arena                                         | NC                                     |
| 19 août 1978       | Bay City         | Etats-Unis       | Engel Stadium (Summer Celebration)                          | Bob Seger Bandit                       |
| 22 août 1978       | Milwaukee        | Etats-Unis       | MECCA Arena                                                 | Black Sabbath                          |
| 23 août 1978       | Chicago          | Etats-Unis       | International Amphitheatre                                  | Black Sabbath                          |
| 24 août 1978       | Chicago          | Etats-Unis       | International Amphitheatre                                  | Black Sabbath                          |
| 25 août 1978       | Terre Haute      | Etats-Unis       | Hulman Arena                                                | Black Sabbath                          |
| 27 août 1978       | New York City    | Etats-Unis       | Madison Square Garden                                       | Black Sabbath                          |
| 28 août 1978       | Uniondale NY     | Etats-Unis       | Nassau Coliseum                                             | Black Sabbath                          |
| 29 août 1978       | Philadelphia     | Etats-Unis       | Spectrum ,                                                  | Black Sabbath                          |
| 30 août 1978       | Poughkeepsie     | Etats-Unis       | Mid-Hudson Civic Center                                     | Black Sabbath                          |
| 31 août 1978       | Erie             | Etats-Unis       | Erie County Field House                                     | Black Sabbath                          |
| 1er septembre 1978 | Hampton          | Etats-Unis       | Hampton Coliseum                                            | Black Sabbath                          |
| 2 septembre 1978   | Pittsburgh       | Etats-Unis       | Pittsburgh Civic Arena                                      | Black Sabbath                          |
| 4 septembre 1978   | South Yarmouth   | Etats-Unis       | Cape Cod Coliseum                                           | Black Sabbath                          |
| 5 septembre 1978   | Portland         | Etats-Unis       | Cumberland County Civic Center                              | Black Sabbath                          |
| 7 septembre 1978   | Utica            | Etats-Unis       | Utica Memorial Auditorium                                   | Black Sabbath                          |
| 8 septembre 1978   | Niagara Falls    | Etats-Unis       | Niagara Falls Convention Center                             | Black Sabbath                          |
| 9 septembre 1978   | Baltimore        | Etats-Unis       | Baltimore Civic Center                                      | Black Sabbath                          |
| 10 septembre 1978  | New Haven        | Etats-Unis       | New Haven Coliseum                                          | Black Sabbath                          |
| 12 septembre 1978  | Indianapolis     | Etats-Unis       | Indianapolis Convention Center                              | Black Sabbath                          |
| 14 septembre 1978  | Detroit          | Etats-Unis       | Cobo Arena                                                  | Black Sabbath                          |
| 15 septembre 1978  | Richfield        | Etats-Unis       | Richfield Coliseum                                          | Black Sabbath                          |
| 16 septembre 1978  | St. Louis        | Etats-Unis       | Checkerdome                                                 | Black Sabbath                          |
| 17 septembre 1978  | Kansas City      | Etats-Unis       | Kansas City Municipal Auditorium                            | Black Sabbath                          |
| 18 septembre 1978  | Tulsa            | Etats-Unis       | Tulsa Assembly Center                                       | Black Sabbath                          |
| 21 septembre 1978  | Bakersfield      | Etats-Unis       | Bakersfield Civic Auditorium                                | Black Sabbath                          |
| 22 septembre 1978  | Fresno           | Etats-Unis       | Selland Arena ,                                             | Black Sabbath                          |
| 23 septembre 1978  | Anaheim          | Etats-Unis       | Anaheim Stadium (Summerfest 1978) ,                         | Black Sabbath                          |
| 26 septembre 1978  | Vancouver        | Canada           | Pacific Coliseum                                            | Black Sabbath                          |
| 27 septembre 1978  | Portland         | Etats-Unis       | Portland Memorial Coliseum                                  | Black Sabbath                          |
| 28 septembre 1978  | Spokane          | Etats-Unis       | Spokane Coliseum                                            | Black Sabbath                          |
| 29 septembre 1978  | Seattle          | Etats-Unis       | Seattle Center Arena                                        | Black Sabbath                          |
| 30 septembre 1978  | Seattle          | Etats-Unis       | Seattle Center Arena                                        | Black Sabbath                          |
| Europe             |                  |                  |                                                             |                                        |
| 9 octobre 1978     | Hamburg          | Germany          | Audimax Theatre                                             | Black Sabbath                          |
| 10 octobre 1978    | Essen            | Germany          | Grugahalle                                                  | Black Sabbath                          |
| 11 octobre 1978    | Offenbach        | Germany          | Stadthalle Offenbach                                        | Black Sabbath                          |
| 13 octobre 1978    | Uhingen          | Germany          | Haldenberg Hall                                             | Black Sabbath                          |
| 14 octobre 1978    | Ludwigshafen     | Germany          | Friedrich-Ebert-Halle                                       | Black Sabbath                          |
| 15 octobre 1978    | Kuernach         | Germany          | Kuernach Hall                                               | Black Sabbath                          |
| 17 octobre 1978    | Neunkirchen      | Germany          | Hemmerleinhalle                                             | Black Sabbath                          |
| 18 octobre 1978    | Bad Rappenau     | Germany          | Bad Rappenau Sports Hall                                    | Black Sabbath                          |
| 20 octobre 1978    | Cambrai          | France           | Grottos Palace                                              | Black Sabbath                          |
| 22 octobre 1978    | Londres          | Angleterre       | Rainbow Theatre                                             | NC                                     |
| 27 octobre 1978    | Koekelare        | Belgique         | Koekelare Sports Hall                                       | NC                                     |
| Amérique du Nord   |                  |                  |                                                             |                                        |
| 3 novembre 1978    | St. Petersburg   | Etats-Unis       | Bayfront Center                                             | Black Sabbath                          |
| 4 novembre 1978    | Jacksonville     | Etats-Unis       | Jacksonville Coliseum                                       | Black Sabbath                          |
| 5 novembre 1978    | Pembroke Pines   | Etats-Unis       | Hollywood Sportatorium                                      | Black Sabbath                          |
| 7 novembre 1978    | Columbus         | Etats-Unis       | Municipal Auditorium                                        | Black Sabbath                          |
| 8 novembre 1978    | Birmingham       | Etats-Unis       | Boutwell Memorial Auditorium                                | Black Sabbath                          |
| 9 novembre 1978    | Nashville        | Etats-Unis       | Nashville Municipal Auditorium                              | Black Sabbath                          |
| 10 novembre 1978   | Memphis          | Etats-Unis       | Mid-South Coliseum                                          | Black Sabbath                          |
| 11 novembre 1978   | Cincinnati       | Etats-Unis       | Riverfront Coliseum                                         | Black Sabbath                          |
| 12 novembre 1978   | Nashville        | Etats-Unis       | Nashville Municipal Auditorium ,                            | Black Sabbath                          |
| 13 novembre 1978   | Atlanta          | Etats-Unis       | Omni Coliseum                                               | Black Sabbath                          |
| 14 novembre 1978   | Mobile           | Etats-Unis       | Mobile Municipal Auditorium                                 | Black Sabbath                          |
| 15 novembre 1978   | Huntsville       | Etats-Unis       | Von Braun Civic Center                                      | Black Sabbath                          |
| 17 novembre 1978   | Austin           | Etats-Unis       | Austin Municipal Auditorium                                 | Black Sabbath                          |
| 18 novembre 1978   | Midland          | Etats-Unis       | Chaparral Center                                            | Black Sabbath                          |
| 19 novembre 1978   | Houston          | Etats-Unis       | Sam Houston Coliseum                                        | Black Sabbath                          |
| 20 novembre 1978   | Oklahoma City    | Etats-Unis       | Myriad Convention Center                                    | Black Sabbath                          |
| 22 novembre 1978   | Corpus Christi   | Etats-Unis       | Corpus Christi Memorial Coliseum                            | Black Sabbath                          |
| 23 novembre 1978   | Houston          | Etats-Unis       | Sam Houston Coliseum                                        | Black Sabbath                          |
| 24 novembre 1978   | San Antonio      | Etats-Unis       | San Antonio Convention Center                               | Black Sabbath                          |
| 25 novembre 1978   | Dallas           | Etats-Unis       | Dallas Convention Center                                    | Black Sabbath                          |
| 26 novembre 1978   | Dallas           | Etats-Unis       | Dallas Convention Center                                    | Black Sabbath                          |
| 28 novembre 1978   | Denver           | Etats-Unis       | McNichols Sports Arena                                      | Black Sabbath                          |
| 29 novembre 1978   | Ogden            | Etats-Unis       | Dee Events Center                                           | Black Sabbath                          |
| 1er décembre 1978  | San Bernardino   | Etats-Unis       | Swing Auditorium                                            | Black Sabbath                          |
| 2 décembre 1978    | Oakland          | Etats-Unis       | Oakland Arena                                               | Black Sabbath                          |
| 3 décembre 1978    | San Diego        | Etats-Unis       | San Diego Sports Arena                                      | Black Sabbath                          |
| 4 décembre 1978    | Long Beach       | Etats-Unis       | Long Beach Arena                                            | NC                                     |
| 5 décembre 1978    | Phoenix          | Etats-Unis       | Arizona Veterans Memorial Coliseum                          | NC                                     |
| 7 décembre 1978    | Abilene          | Etats-Unis       | Taylor County Expo Center                                   | NC                                     |
| 8 décembre 1978    | El Paso          | Etats-Unis       | El Paso County Coliseum                                     | NC                                     |
| 10 décembre 1978   | Albuquerque      | Etats-Unis       | Johnson Gymnasium                                           | NC                                     |
| 11 décembre 1978   | Albuquerque      | Etats-Unis       | Johnson Gymnasium                                           | NC                                     |

### Scores au box-office
| Date (en 1978) | Ville               | Lieu                           | Spectateurs | Revenus       | Ref(s) |
| -------------- | ------------------- | ------------------------------ | ----------- | ------------- | ------ |
| 9 juillet      | Long Beach          | Long Beach Arena               | 8 614       | 51 652 $      | [ 84 ] |
| 13 juillet     | La Nouvelle Orléans | The Superdome                  | 80 173      | 1 060 000 USD | [ 85 ] |
| 15 juillet     | Kansas City         | Royals Stadium                 | 34 541      | 423 904 $     | [ 85 ] |
| 19 août        | Bay City            | Engel Stadium                  | 22 572      | 201 513 $     | [ 86 ] |
| 4 septembre    | South Yarmouth      | Cape Cod Coliseum              | 7 100       | 53 888 $      | [ 87 ] |
| 5 septembre    | Portland            | Cumberland County Civic Center | 7 744       | 57 606 $      | [ 87 ] |
| 8 septembre    | Niagara Falls       | Convention Center              | 8 186       | 62 267 $      | [ 87 ] |
| 9 septembre    | Baltimore           | Civic Center                   | 9 253       | 65 887 $      | [ 87 ] |
| 10 septembre   | New Haven           | Coliseum                       | 7 438       | 52 289 $      | [ 87 ] |